# Jacqueline Beaujeu-Garnier
Jacqueline Beaujeu-Garnier fue una geógrafa francesa nacida en 1917 y fallecida el 28 de abril de 1995 en París.
Fue una de las principales geógrafas feministas del siglo XX, con una obra muy influyente en este campo, tanto en el ámbito nacional como internacionalmente.
Fue presidenta de la Société de géographie de 1983 a 1995.
Fue también directora de la publicación científica L'Information géographique.
Dictó cursos y seminarios de postgrado en varios países latinoamericanos como México y Venezuela. 

## Algunas publicaciones
- Le Morvan et sa bordure : étude morphologique (tesis principal), 1947, publicada en PUF en 1950
- La Région du Brenner (tesis complementaria), 1947
- L'Économie de l'Amérique latine (La economía de la América Latina), PUF, 1949 (con numerosas reediciones puestas al día)
- Trois milliards d'hommes : traité de démo-géographie, Hachette, 1965 (réédité en 1969). Traducida a varios idiomas, entre ellos, al español, con el título de Demogeografía:
  - Beaujeu-Garnier, Jacqueline. Demogeografía. Barcelona: Editorial Labor, 1972
- "Las grandes ciudades superpobladas en los países subdesarrollados" (en francés). Revista Information geographique, 1968, Nº 4
- L'homme et la ville dans le monde actuel, Desclée de Brouwer, 1969.
- Europe et Amérique, Génin, 1969.
- Géographie de la population, 2 volúmenes, Génin, 1969-1973.
- Geografía Urbana, con Georges Chabot. Edición española, Barcelona: Vicens-Vives, 1970
- Traité de géographie urbaine, con Georges Chabot, A. Colin, 1970
- Les Etats-Unis : géographie humaine, Centre de documentation universitaire, 1970
- La géographie : méthodes et perspectives, Masson et Cie, 1971.
- Paris et la région parisienne : atlas pour tous, con Jean Bastié, Berger-Levrault, 1972
- (en) France, Londres/New York, Longman, 1975
- Atlas et géographie de Paris & la región d'Ile de France, 2 volúmenes, Flammarion, 1977

## Participación o dirección de obras colectivas
- La France des villes (redacción del volumen 1 sobre la Meseta parisina y dirección del ensamble de 6 vols.), 1978-1980
- Sens et non-sens de l'espace : de la géographie urbaine à la géographie sociale (participation), Collectif français de géographie urbaine et sociale, 1984.
- Alain Metton (dir.), Le Commerce urbain français (participación), PUF, 1984
- (es) Reflexiones sobre la ordenación territorial de las grandes metropolis (co-dir.), México: Universidad Nacional Autónoma de México (UNAM), 1988.
- La grande ville : enjeu du XXIe siècle : mélanges en hommage à Jean Bastié (co-dir.), PUF, 1991.
- Les apories du territoire : espaces, couper-coller (participación), Espaces Temps, 1993.